# La Herrera (Vizcaya)
La Herrera, es un núcleo de población del municipio de Zalla (Vizcaya) España. Tiene 257 habitantes y está formado por un ambiente eminentemente rural. También puede conocerse como La Herrera-Ibarra.

## Situación
Se encuentra en el confín más occidental del municipio lindando con Valmaseda, en las estribaciones del monte Espaldaseca y atravesado por el río Cadagua.

## Barrios de La Herrara-Ibarra
Castillo La Piedra, El Nocedal, Venta del Sol, Landazuri, La Mella, Ijalde, Las Pedrajas, Angostura, Landabaso, Basualdo, Bolunburu, Gobeo, Ibarra, La Baluga, Longar y La Presa.

## Patrimonio

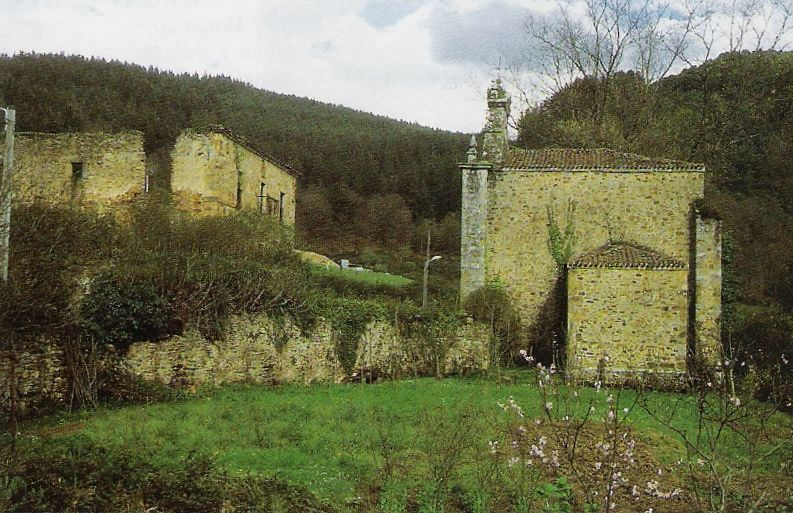
Ermita de San Antonio de la Mella y, delante, el Palacio Urrutia en Zalla

### Conjunto de La Mella
Ermita de Nuestra Señora de la Asunción y San Antonio de Padua: La ermita actuaba como capilla sepulcral de la familia Urrutia, donde está inhumado Antonio de Urrutia Salazar, alcalde de Zalla en el siglo XVII, donde se hallaba una escultura orante barroca suya de enorme importancia, expuesta hoy en el Museo de las Encartaciones. Es de enorme valor por ser uno de los escasos casos de capillas sepulcrales y escultura barroca en Vizcaya. 
El palacio de Urrutia conserva únicamente su fachada barroca, dentro de la severidad del barroco vasco. En este palacio nació José de Urrutia y de las Casas y era el centro fundamental de un espacio arquitectónico mucho mayor.
La Casa-torre de Terreros es la casa-torre mejor conservada en Las Encartaciones y un ejemplo de construcción militar defensiva de la Edad Media. La torre se conserva prácticamente igual que en su origen, únicamente le faltan las almenas al haber sido desmochada. Es citada en Las Bienandanzas e Fortunas de Lope García de Salazar, lo que demuestra que fue un enclave importante en las Guerras de bandos.

### Santa Isabel de La Herrera
Es un magnífico ejemplo de la arquitectura neoclásica vasca. Fundada en 1520, fue saqueada por las tropas de Napoleón en 1809 y reconstruida en 1822. Tiene un tímpano frontal y está construida en buena sillería. Está calificada como de interés territorial.

### Escuelas
Es un buen ejemplo de la arquitectura del siglo XIX calificada como neovasca o regionalista vasca. Es una obra del insigne Ricardo Bastida.
También destacan la Casa-torre de Bolumburu y la ermita de Santa Ana del siglo XV, que forman un conjunto monumental con la ferrería aneja. Destaca en este ambiente el área recreativa de Bolumburu, un lugar de esparcimiento público.